# Saints Row
Saints Row — серия компьютерных игр, разработанных американской компанией Volition и изданных компаниями THQ и Deep Silver. Первая игра серии вышла в 2006 году, всего серия насчитывает пять игр, не считая самостоятельного дополнения Saints Row: Gat Out of Hell.

## Игры
| Название                    | Года и платформы | Издатель    |
| --------------------------- | --- | ----------- |
| Saints Row                  | 2006 — Xbox 360 | THQ         |
| Saints Row 2                | 2008 — Xbox 360, PlayStation 3 2009 — Windows 2016 — Linux | THQ         |
| Saints Row: The Third       | Оригинальная версия 2011 — Windows, Xbox 360, PlayStation 3 2016 — Linux 2019 — Nintendo Switch Remastered 2020 — Windows, Xbox One, PlayStation 4, PlayStation 5 | THQ         |
| Saints Row: The Third       | Оригинальная версия 2011 — Windows, Xbox 360, PlayStation 3 2016 — Linux 2019 — Nintendo Switch Remastered 2020 — Windows, Xbox One, PlayStation 4, PlayStation 5 | Deep Silver |
| Saints Row IV               | 2013 — Windows, Xbox 360, PlayStation 3 2015 — Xbox One, PlayStation 4 2016 — Linux 2020 — Nintendo Switch                                                        | Deep Silver |
| Saints Row: Gat out of Hell | 2015 — Windows, Xbox One, PlayStation 4, Xbox 360, PlayStation 3 2016 — Linux                                                                                     | Deep Silver |
| Agents of Mayhem            | 2017 — Windows, Xbox One, PlayStation 4 | Deep Silver |
| Saints Row                  | 2022 — Windows, Xbox One, Xbox Series X/S, PlayStation 4, PlayStation 5                                                                                           | Deep Silver |

### Отменённые игры
В 2009 году студия Savage Entertainment разрабатывала игру под названием Saints Row: Undercover для PSP, но позднее она была отменена. С 22 января 2016 года прототип игры распространяется бесплатно.
Параллельно с Saints Row: The Third разрабатывался эксклюзивный для Xbox Live Arcade спин-офф Saints Row: Money Shot. По задумке, игроки в Money Shot могли разблокировать награды для использования в The Third, и наоборот.
Среди других отмененных игр — анонсированная на E3 2010 игра для Nintendo 3DS под названием Saints Row: Drive By и файтинг для Xbox 360 и PlayStation 3 с использованием Kinect/PlayStation Move под названием Saints Row: The Cooler.

## Игровой процесс
Игрок выступает в роли главаря банды «Святые с третьей улицы», которая защищает город от других банд, инопланетного вторжения и прочих угроз. В ходе миссий часто приходится прибегать к преступным действиям — убийствам, грабежу, угону, и так далее. Между сюжетными миссиями игроку доступны мини-миссии, в которых можно заработать дополнительные деньги.
В отличие от большинства экшен-игр, представляющих собой последовательный набор уровней, в Saints Row игрок самостоятельно выбирает, какие задания ему выполнять. В результате выборов игрока могут меняться отношения протагониста с различными организациями. Начиная с Saints Row: The Third в игру добавляется доля фантастики.

## Вселенная
События Saints Row происходят в общей вселенной вместе с сериями Red Faction и Agents of Mayhem.

### Red Faction
Связь между франшизами Saints Row и Red Faction, разработанных Volition, прослеживаются ещё в первой игре 2001 года Red Faction, события которой разворачиваются в 2075 году. Корпорации Ультор, присутствующая в сюжете Saints Row, начала добычу на Марсе из-за быстро истощающихся ресурсов Земли. Эта сюжетная линия упоминается в Saints Row 2 и её дополнениях. Несмотря на возможные лицензионные конфликты после того, как Nordic Games приобрела права на серию Red Faction в 2013 году, ссылки на события Red Faction продолжали появляться в серии Saints Row. 14 февраля 2018 года Nordic (ныне известная как THQ Nordic) приобрел Koch Media, снова объединив проекты под одним издательством.

### Agents of Mayhem
Действие игры разворачивается в футуристическом Сеуле, Южная Корея, после того, как события Gat Out of Hell закончились «воссозданием земли» и созданием альтернативной временной линии. В игре присутствуют персонажи Saints Row/ Персефона Бримстоун теперь возглавляет организацию «M.A.Y.H.E.M.», связанную с Корпорацией Ультор. Двумя из 12 игровых персонажей являются Пирс Вашингтон и Олег Кириллов, а в DLC были добавлены Джонни Гэт и Кинзи Кенсингтон.

## Фильм
В ноябре 2010 года был анонсирован фильм по серии Saints Row. Выход фильма планировался на 2012 год, однако премьера так и не состоялась. В мае 2019 года стало известно, что фильм снимет режиссёр Феликс Гэри Грей, а сценарий напишет Грег Руссо.

## Отзывы и критика
| Игра                  | GameRankings                                                          | Metacritic                 |
| --------------------- | --------------------------------------------------------------------- | -------------------------- |
| Saints Row            | (X360) 82,20 % (MOBI) 78,00 %                                         | (X360) 81                  |
| Saints Row 2          | (PC) 70,68 % (PS3) 83,37 % (X360) 82,99 %                             | (PC) 72 (X360) 81 (PS3) 82 |
| Saints Row: The Third | (PC) 86,44 % (PS3) 84,12 % (X360) 84,90 %                             | (PC) 84 (X360) 84 (PS3) 82 |
| Saints Row IV         | (PC) 88,76% (PS4) 75,50 % (PS3) 80,10 % (XONE) 78,00 % (X360) 82,93 % | (PC) 86 (X360) 81 (PS3) 76 |
| Saints Row            | —                                                                     | (PC) 66 (XSX) 66 (PS5) 62  |